# Loïc Pietri
Loïc Pietri (* 27. srpna 1990 v Nice, Francie) je francouzský zápasník-judista.

## Sportovní kariéra
S judem začínal v útlém dětství v Monaku pod dohledem svého otce Marcela. Jeho rodina pochází alpské oblasti zvané Valdeblore.
V 18 letech se přesunul do Paříže, tréninkového centra INSEP. V roce 2009 zaznamenal výkonnostní nárůst, který mu vynesl pozvánku do seniorské reprezentace. Spolupracuje s trenérskou dvojicí Franck Chambily a Stéphane Frémont. Vysokou školu studuje v rodném Nice, za jehož klub Olympic zápasí. V Olympicu spolupracuje s Stéphanem Auducem. Je pověstný svými tréninkovými dávkami a precizním uči-komi. Jeho dominantní technikou (tokui-waza) je morote seoi-nage.
V roce 2012 se kvalifikoval na olympijské hry v Londýně, ale celou druhou polovinu roku se trápil se zraněním třísel a v oblasti křížů. Při nominaci na olympijské hry tak dostal přednost jeho hlavní rival Alain Schmitt. V roce 2016 vstupoval do olympijského roku s jistou kvalifikací na olympijských hrách v Riu. Situaci mu však zkomplikovalo lednové zranění kolene. Na tatami se vrátil až v květnu a propadl se žebříčkem do nižších pater. Jako nenasazený judista dostal na úvod nalosovaného svého neoblíbeného soupeře Kanaďana Antoina Valois-Fortiera. Vytáhlý Kanaďan ho po celý zápas nepustil do úchopu a jeho premiéra na olympijských hrách tak skončila v úvodním kole.

### Vítězství
- 2011 – 1x světový pohár (Varšava)
- 2013 – 1x světový pohár (Samsun)
- 2015 – 1x světový pohár (Samsun)

## Výsledky
| Olympijské hry     |     |   | — |    |     |     | —   |    |    |    | úč. |  |  |  |  |  |  |  |  |  |  |  |  |  |
| Mistrovství světa  |     | — |   | —  | úč. | 5.  |     | 1. | 3. | 2. |     |  |  |  |  |  |  |  |  |  |  |  |  |  |
| Evropské hry       |     |   |   |    |     |     |     |    |    | 3. |     |  |  |  |  |  |  |  |  |  |  |  |  |  |
| Mistrovství Evropy | —   | — | — | —  | —   | úč. | úč. | 3. | 2. | 3. | —   |  |  |  |  |  |  |  |  |  |  |  |  |  |
| MS juniorů         | —   |   | — | 1. |     |     |     |    |    |    |     |  |  |  |  |  |  |  |  |  |  |  |  |  |
| ME juniorů         | —   | — | — | 1. |     |     |     |    |    |    |     |  |  |  |  |  |  |  |  |  |  |  |  |  |
| ME dorostenců      | úč. |   |   |    |     |     |     |    |    |    |     |  |  |  |  |  |  |  |  |  |  |  |  |  |